# Shubinka (Krasnodar)
Shubinka (del ruso: Шубинкa) es un jútor del raión de Tuapsé del krai de Krasnodar, en el sur de Rusia. Está situado en la orilla derecha del curso alto del Pshish, afluente del Kubán, 39 km al nordeste de Tuapsé y 81 km al sur de Krasnodar, la capital del krai. Tenía 78 habitantes en 2010.
Pertenece al municipio Shaumiánskoye.

## Transporte
Cuenta con una plataforma ferroviaria en la línea Armavir-Tuapsé del ferrocarril del Cáucaso Norte.